# 오비 트라이스
오비 트라이스(Obie Trice, 1977년 11월 14일 ~ )는 미국의 래퍼이다. 11살때부터 랩을 시작했다. 그의 히트싱글로는 에이콘이 참여한 'Snitch'라는 곡이 있다.

## 생애
그는 미국 디트로이트에서 태어났다. 어렸을때는 힙합그룹 N.W.A의 팬이었으며, 에미넴의 동료이자 랩퍼인 프루프를 만나게된다. 그는 프루프, 비자르를 통해 에미넴을 만나고, 2000년 셰이디 레코드/인터스코프 레코드와 계약하며, D12 앨범에 참여한다. 그는 8mile의 사운드 트랙에 참여하기도 하고, 에미넴의 앨범에도 참여한다. 2003년에 첫앨범인 'Cheers'를 발매했고, 2006년에는 'Second Round's on Me'를 발매한다.
2008년 그는 셰이디 레코드/인터스코프 레코드와의 계약이 끝났고,현재 'Black Market Ent' 소속이다.

## 디스코그래피
- Cheers (오비 트라이스의 음반)
- Second Round's on Me
- Bottoms Up (오비 트라이스의 음반)
- Eminem Presents: The Re-Up